# Desa Panulisan
Desa Panulisan är en administrativ by i Indonesien.   Den ligger i provinsen Jawa Tengah, i den västra delen av landet, 230 km sydost om huvudstaden Jakarta.